# Benoît Vétu
Benoît Vétu (ur. 29 października 1973 w Hyères) – francuski kolarz torowy, srebrny medalista mistrzostw świata.

## Kariera
Największym sukcesem w karierze Benoît Vétu był wywalczenie wspólnie z Florianem Rousseau i Hervé Thuetem srebrnego medalu w sprincie drużynowym podczas mistrzostw świata w Bogocie w 1995 roku. W 1994 roku Benoît zdobył brązowy medal mistrzostw Francji w Keirinie. Nigdy nie startował na igrzyskach olimpijskich.